# Hořany (okres Nymburk)
Hořany jsou obec v okrese Nymburk ve Středočeském kraji. Je součástí Mikroregionu Nymbursko. Leží asi třináct kilometrů jihozápadně od Nymburku. Žije zde 167 obyvatel.

## Název
Název vesnice vychází z její polohy ve vyvýšené poloze ve významu ves Hořanů (lidí bydlících na hoře). V historických pramenech se jméno objevuje ve tvarech: Horaz (1282), de Horzian (1380), Hořana (1420) a Horzany (1654).

## Historie
První písemná zmínka o obci pochází z roku 1282.
Ve vsi Hořany (437 obyvatel) byly v roce 1932 evidovány tyto živnosti a obchody: 2 hostince, 2 koláři, kovář, 2 obuvníci, 12 rolníků, 2 řezníci, 2 sadaři, 2 obchody se smíšeným zbožím, spořitelní a záložní spolek pro Hořany, trafika, truhlář.

## Obyvatelstvo
| Rok            | 1869 | 1880 | 1890 | 1900 | 1910 | 1921 | 1930 | 1950 | 1961 | 1970 | 1980 | 1991 | 2001 | 2011 | 2021 |
| -------------- | ---- | ---- | ---- | ---- | ---- | ---- | ---- | ---- | ---- | ---- | ---- | ---- | ---- | ---- | ---- |
| Počet obyvatel | 266  | 306  | 385  | 386  | 411  | 383  | 426  | 301  | 248  | 177  | 144  | 96   | 96   | 141  | 164  |
| Počet domů     | 31   | 34   | 36   | 41   | 51   | 54   | 73   | 77   | 69   | 61   | 45   | 64   | 63   | 63   | 71   |

## Obecní správa

### Územněsprávní začlenění
Dějiny územněsprávního začleňování zahrnují období od roku 1850 do současnosti. V chronologickém přehledu je uvedena územně administrativní příslušnost obce v roce, kdy ke změně došlo:
- 1850 země česká, kraj Pardubice, politický okres Černý Kostelec, soudní okres Český Brod[8]
- 1855 země česká, kraj Praha, soudní okres Český Brod
- 1868 země česká, politický i soudní okres Český Brod
- 1939 země česká, Oberlandrat Kolín, politický i soudní okres Český Brod[9]
- 1942 země česká, Oberlandrat Praha, politický i soudní okres Český Brod[10]
- 1945 země česká, správní i soudní okres Český Brod[11]
- 1949 Pražský kraj, okres Český Brod[12]
- 1960 Středočeský kraj, okres Nymburk
- k 1. lednu 1980 Středočeský kraj, okres Nymburk, obec Poříčany[13]
- k 24. listopadu 1990 Středočeský kraj, okres Nymburk[13]
- 2003 Středočeský kraj, okres Nymburk, obec s rozšířenou působností Nymburk

### Obecní symboly
Znak a vlajka byly obci uděleny rozhodnutím předsedy Poslanecké sněmovny Parlamentu České republiky dne 21. června 2018.

## Doprava
Dopravní síť
- Pozemní komunikace – Do obce vede silnice III. třídy. Ve vzdálenosti dva kilometry vede silnice II/334 Sadská - Kouřim - Sázava.
- Železnice – Železniční stanice na území obce není. Okrajovými částmi katastru obce vede železniční Trať 011 Praha - Kolín. Nejblíže obci je na této trati železniční stanice Poříčany ve vzdálenosti tři kilometry.

Veřejná doprava 2025
- Autobusová doprava – Obcí projíždí autobusová linka 826 v trase Pečky, žel. st. - Tatce - Klučov, Skramníky - Hořany - Poříčany, žel. st. - Klučov - Český Brod, Liblice, obec - Český Brod, žel. st. - Rostoklaty - Břežany II. - Tuklaty, Akátová - Tuklaty, Tlustovousy

## Pamětihodnosti
- Kamenná deska s erbem na domě čp. 2